# Farzad Bonyadi
Farzad „Freddy“ Bonyadi (* 1961 in Teheran) ist ein professioneller amerikanisch-iranischer Pokerspieler. Er ist vierfacher Braceletgewinner der World Series of Poker.

## Pokerkarriere

### Werdegang
Bonyadi wanderte 1983 in Amerika ein und arbeitete in verschiedenen Casinos.
Erstmalige Beachtung in Pokerkreisen fand er mit dem Gewinn eines Turniers in der Variante Limit Hold’em bei der World Series of Poker (WSOP) im April 1998 in Las Vegas. Er setzte sich dabei gegen prominente Spieler wie Mimi Tran und John Cernuto durch und gewann rund 430.000 US-Dollar sowie ein Bracelet. Bei der WSOP 2004 und 2005 gewann Bonyadi zwei weitere Bracelets. Darüber hinaus belegte er beim WSOP-Main-Event 2005 den 41. Platz und erhielt über 230.000 US-Dollar. Mitte Mai 2011 wurde er beim Main Event der World Poker Tour im Hotel Bellagio am Las Vegas Strip Zweiter und sicherte sich über eine Million US-Dollar. Bei der WSOP 2021 gewann Bonyadi die No-Limit 2-7 Lowball Draw Championship und damit sein viertes Bracelet sowie den Hauptpreis von knapp 300.000 US-Dollar.
Insgesamt hat sich Bonyadi mit Poker bei Live-Turnieren mehr als 4,5 Millionen US-Dollar erspielt. Seine Mutter Farhintaj Bonyadi gewann bei der WSOP 2018 die Super Seniors Championship und ist damit ebenfalls Braceletgewinnerin.

### Braceletübersicht
Bonyadi kam bei der WSOP 38-mal ins Geld und gewann vier Bracelets:
| Jahr | Buy-in (in $) | Turnier                                | Teilnehmer | Preisgeld (in $) |
| ---- | ------------- | -------------------------------------- | ---------- | ---------------- |
| 1998 | 02.000        | Limit Hold’em                          | 0581       | 429.940          |
| 2004 | 01.000        | Limit 2-7 Triple Draw Lowball          | 0082       | 086.980          |
| 2005 | 02.500        | No Limit Hold’em                       | 1056       | 594.960          |
| 2021 | 10.000        | No-Limit 2-7 Lowball Draw Championship | 0122       | 297.051          |